# 11110-es számú végrehajtási rendelet
A 11110-es számú végrehajtási rendeletet John F. Kennedy amerikai elnök adta ki 1963. június 4-én. Ez a rendelet módosította a korábbi, 10289-es számú végrehajtási rendeletet, és felhatalmazta a pénzügyminisztert arra, hogy az elnök nevében ezüsttanúsítványokat (silver certificates) bocsásson ki a kincstárban lévő ezüstkészletek fedezete mellett. A cél az volt, hogy megkönnyítsék az átmenetet az ezüsttanúsítványokról a Federal Reserve System által kibocsátott bankjegyekre. Az 1960-as évek elején az ezüst iránti ipari kereslet növekedése miatt az ezüst ára emelkedett, ami csökkentette a kormány ezüsttartalékait. Kennedy ezért javasolta az ezüsttanúsítványok fokozatos kivonását a forgalomból, és helyettük a Federal Reserve bankjegyeinek használatát. A 11110-es rendelet ennek az átmenetnek a részeként született, lehetővé téve a pénzügyminiszter számára, hogy szükség esetén továbbra is kibocsásson ezüsttanúsítványokat a folyamat zökkenőmentes lebonyolítása érdekében.
Fontos megjegyezni, hogy egyes összeesküvés-elméletek szerint Kennedy ezen rendelete a Federal Reserve hatalmának és befolyásának csökkentését célozta, és ez hozzájárulhatott meggyilkolásához. Azonban a történészek és szakértők többsége szerint a 11110-es rendelet csupán technikai jellegű módosítás volt, amely az ezüsttanúsítványok kivonásának adminisztratív lebonyolítását szolgálta, és nem jelentett kihívást a Federal Reserve számára.

## Háttér
1961. november 28-án John F. Kennedy elnök leállíttatta a Minisztérium ezüstértékesítését. Az ezüst ipari fémként való növekvő kereslete az ezüst piaci árának az amerikai kormány által rögzített ár fölé emelkedéséhez vezetett. Ennek következtében 1961 során a kormány ezüsttartalékai több mint 80%-kal csökkentek. Kennedy emellett a Kongresszust is felszólította, hogy fokozatosan szüntesse meg az ezüstcertifikátumokat, helyettük a Federal Reserve által kibocsátott bankjegyeket vezessék be, amelyek az Associated Press szerint akkoriban még aranyfedezettel rendelkeztek.

Kennedy több alkalommal is megismételte felhívását a Kongresszus felé, beleértve az 1963-as gazdasági jelentésében, ahol így írt:
„Ismételten sürgetem ezüstpolitikánk felülvizsgálatát, hogy az tükrözze az ezüst mint egyre növekvő ipari keresletű fém státuszát. Az érmegyártás kivételével az ezüstnek nincs hasznos monetáris funkciója. 1961-ben utasításomra a Pénzügyminisztérium felfüggesztette az ezüst eladását. További lépésként javaslom azon törvények hatályon kívül helyezését, amelyek kötelezik a minisztériumot az ezüst árának támogatására; valamint az ezüst kamatátadásra vonatkozó különleges 50%-os adó eltörlését, és a Federal Reserve számára az 1 dolláros címletű bankjegyek kibocsátásának engedélyezését, hogy ezáltal fokozatosan kivonhassák az ezüstcertifikátumokat a forgalomból, és az így felszabadult ezüstöt érmegyártásra használhassák. Sürgetem a Kongresszust, hogy haladéktalanul lépjen ezekben az ügyekben.”

## A nyilvános törvény (Public Law 88-36)
1963 elején a Képviselőház napirendre tűzte Kennedy elnök javaslatát, és április 10-én 251 igen és 122 nem szavazattal elfogadta a HR 5389 számú törvényjavaslatot. A Szenátus május 23-án szavazott a törvényről, 68 igen és 10 nem szavazattal jóváhagyva azt.
Kennedy elnök 1963. június 4-én írta alá a törvényt, amely Public Law 88-36 néven lépett hatályba (77 Stat. 54). Az aláírással egyidejűleg kibocsátott egy végrehajtási rendeletet (Executive Order 11110), amely felhatalmazta a Minisztert az ezüstcertifikátumok nyomtatásának folytatására az átmeneti időszakban.
Ez a törvény hatályon kívül helyezte az 1934-es ezüstvásárlási törvényt (Silver Purchase Act) és az ahhoz kapcsolódó törvényeket, eltörölt egy ezüstátutalásra kivetett adót, valamint engedélyezte a Federal Reserve számára 1 és 2 dolláros címletű bankjegyek kibocsátását a már létező címleteik mellett. Az ezüstvásárlási törvény korábban kötelezte a Minisztert az ezüst vásárlására és az ezüstcertifikátumok kibocsátására. A törvény hatályon kívül helyezésével az elnök felhatalmazást adott a pénzügyminiszter számára, hogy a mezőgazdasági alkalmazkodási törvény (Agricultural Adjustment Act) keretében gyakorolja az elnöki hatásköröket.

## Az elnöki rendelet szövege
John F. Kennedy elnök 11110-es számú végrehajtási rendelete (Executive Order, E.O.) módosította az 1951. szeptember 17-én Harry S. Truman elnök által kiadott 10289-es számú rendeletet. Az új rendelet az alábbiakat tartalmazta:
„A Minisztert ezennel kinevezem és felhatalmazom, hogy az elnök alábbiakban leírt feladatait az elnök jóváhagyása, ratifikációja vagy egyéb cselekvése nélkül elvégezze...”
A 10289-es rendelet felsorolta azokat a feladatokat (a-tól h-ig), amelyeket a Miniszter az elnök utasítása nélkül elvégezhet. Ezek közül egyik sem vonatkozott pénzügyi vagy monetáris politikára.

Kennedy elnök 11110-es számú végrehajtási rendelete teljes terjedelmében:
1. szakasz. Az 1951. szeptember 19-i (sic) 10289-es számú végrehajtási rendelet az alábbiak szerint kerül további módosításra:
(a) Az 1. bekezdés végéhez az alábbi (j) alpontot adjuk:
„(j) Az 1933. május 12-i törvény (31 U.S.C. 821 (b)) 43. szakaszának (b) pontjában az elnök számára biztosított azon hatáskör, hogy az ezüsttanúsítványokat bármely ezüstérme, ezüst vagy szabványos ezüstdollár alapján bocsássa ki, amely a kincstárban található, és amelyet nem tartanak fenn más kibocsátott ezüsttanúsítványok visszaváltására, az ilyen ezüsttanúsítványok címleteit meghatározza, valamint szabványos ezüstdollárokat és kiegészítő ezüstpénzeket verjen azok visszaváltására,”
(b) A 2. bekezdés (b) és (c) alpontjait hatályon kívül helyezzük.
2. szakasz. Az e rendelettel eszközölt módosítás nem érinti az e rendelet dátuma előtt végrehajtott bármely cselekményt, megszerzett jogot, vagy bármely folyamatban lévő polgári vagy büntetőeljárást, azonban minden ilyen kötelezettség továbbra is fennáll és érvényesíthető úgy, mintha e módosításokat nem hajtották volna végre.
JOHN F. KENNEDY
FEHÉR HÁZ
1963. június 4.

## A végrehajtási rendelet visszavonása
1964 márciusában C. Douglas Dillon, az Egyesült Államok pénzügyminisztere megszüntette az ezüstcertifikátumok ezüstdollárra történő beváltását, amint azt Kennedy eredetileg tervezte. 1964. március 25-től kezdődően az ezüstcertifikátumokat kizárólag ezüsttömbökre váltották be.
1968. június 24-én minden ezüstre történő beváltás megszűnt.
Az 1970-es években a pénzverdékben található megmaradt ezüstdollárok nagy részét eladták a gyűjtőknek, gyűjtői értékükre hivatkozva.
1982-ben a Kongresszus hatályon kívül helyezte az E.O. 11110 mögötti jogi alapot a Pub. L. 97–258 törvény elfogadásával.
1987. szeptember 9-én Ronald Reagan elnök a végrehajtási rendeletek általános átszervezése részeként kibocsátotta a 12608-as számú végrehajtási rendeletet, amely eltávolította az E.O. 10289 szövegéből azt a részt, amelyet az E.O. 11110 adott hozzá. Konkrétan az E.O. 12608 visszavonta az E.O. 10289 1. bekezdésének (j) alpontját, amelyet az E.O. 11110 módosított.
Noha az E.O. 12608 kifejezetten visszavonta az E.O. 11110 által az E.O. 10289-hez hozzáadott releváns részt, így ténylegesen hatályon kívül helyezte az E.O. 11110-et, az eredeti törvényi alap már öt évvel korábban, 1982-ben, a Kongresszus által elfogadott Pub. L. 97–258 révén hatálytalanítva lett.

## John F. Kennedy meggyilkolásának elmélete
Jim Marrs Crossfire című könyvében azt az elméletet vázolja, hogy Kennedy megpróbálta visszaszorítani a Federal Reserve hatalmát, és hogy az ezt ellenző erők szerepet játszhattak meggyilkolásában. Marrs állítása szerint az E.O. 11110 kibocsátása Kennedy kísérlete volt arra, hogy hatalmat helyezzen át a Federal Reserve-től az Egyesült Államok Pénzügyminisztériumához azáltal, hogy a Federal Reserve által kibocsátott bankjegyeket ezüstcertifikátumokra cseréli.
Richard Belzer író ennél tovább megy, és felelősökként megnevezte az amerikai „milliárdosokat, hatalmi közvetítőket és bankárokat”, akik állítása szerint „a CIA-val és a kormány egyéb rokonszenvező ügynökeivel” együttműködve dolgoztak.

### Az elmélet kritikája
Az elmélet kritikusai rámutatnak, hogy az E.O. 11110 csupán technikai jellegű intézkedés volt, amely meglévő elnöki hatásköröket delegált a pénzügyminiszter számára, hogy megkönnyítse az adminisztráció működését egy átmeneti időszakban. Az intézkedés nem változtatott lényegesen a Federal Reserve és a Pénzügyminisztérium közötti hatalmi egyensúlyon, így nem támogatja a konspirációs elméletek állításait.